# Naruto: Shippuden Filmul
Naruto: Shippuden Filmul al seriei anime Naruto: Shippuden se bazează pe seria manga Naruto de Masashi Kishimoto. Naruto: Shippuden Filmul din Naruto: Shippuden, serie de anime, este regizat de Hajime Kamegaki și produs de Studioul Pierrot și TV Tokyo și a avut premiera pe data de 4 august 2007 la cinema în Japonia.

## Povestea
Un demon, ce aproape a distrus odată lumea, este reînviat de cineva. Pentru a împiedica lumea să fie distrusă, demonul trebuie să fie sigilat, iar singurul care o poate face este o fată pe nume Shion din Satul Demonilor, care are două puteri: unul este de etanșare a demonilor, iar celălalt este de a prezice moartea oamenilor. De data aceasta, misiunea lui Naruto Uzumaki este de a o proteja pe Shion, iar ea îi prezice moartea lui. Singura modalitate de a scăpa de ea, este să scape de Shion, atunci demonul, al cărui singur scop este de a o ucide pe Shion, ceea ce înseamnă, astfel, sfârșitul lumii. Naruto Uzumaki decide să conteste această „predicție a morții”, dar nu reușește să demonstreze predicția lui Shion că este greșită și se presupune că moare în zadar.